# St. Stephan (Pfaffenhausen)

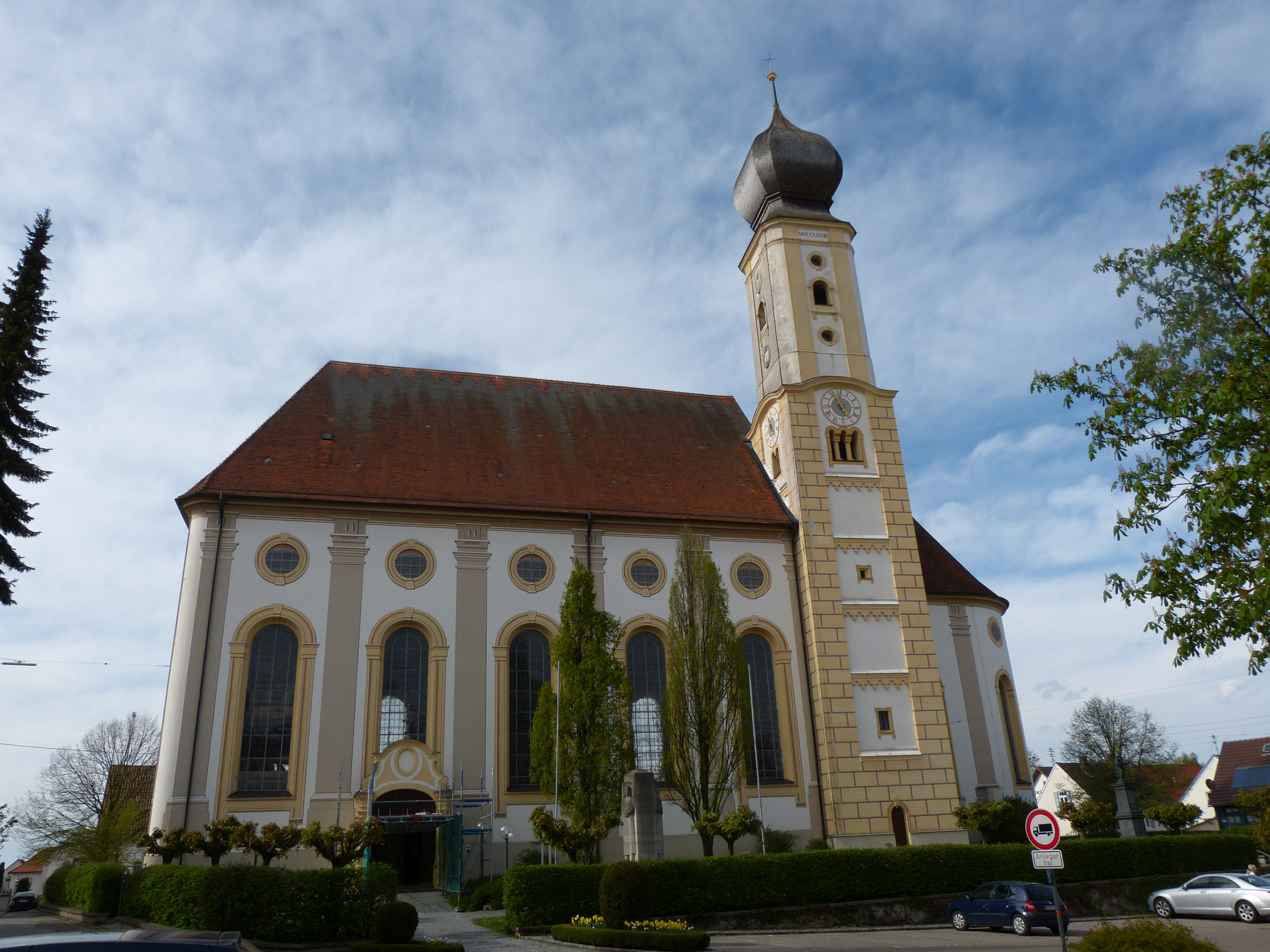
Kirche St. Stephan in Pfaffenhausen

Die katholische Pfarrkirche St. Stephan in Pfaffenhausen im Landkreis Unterallgäu in Bayern steht unter Denkmalschutz.

## Geschichte

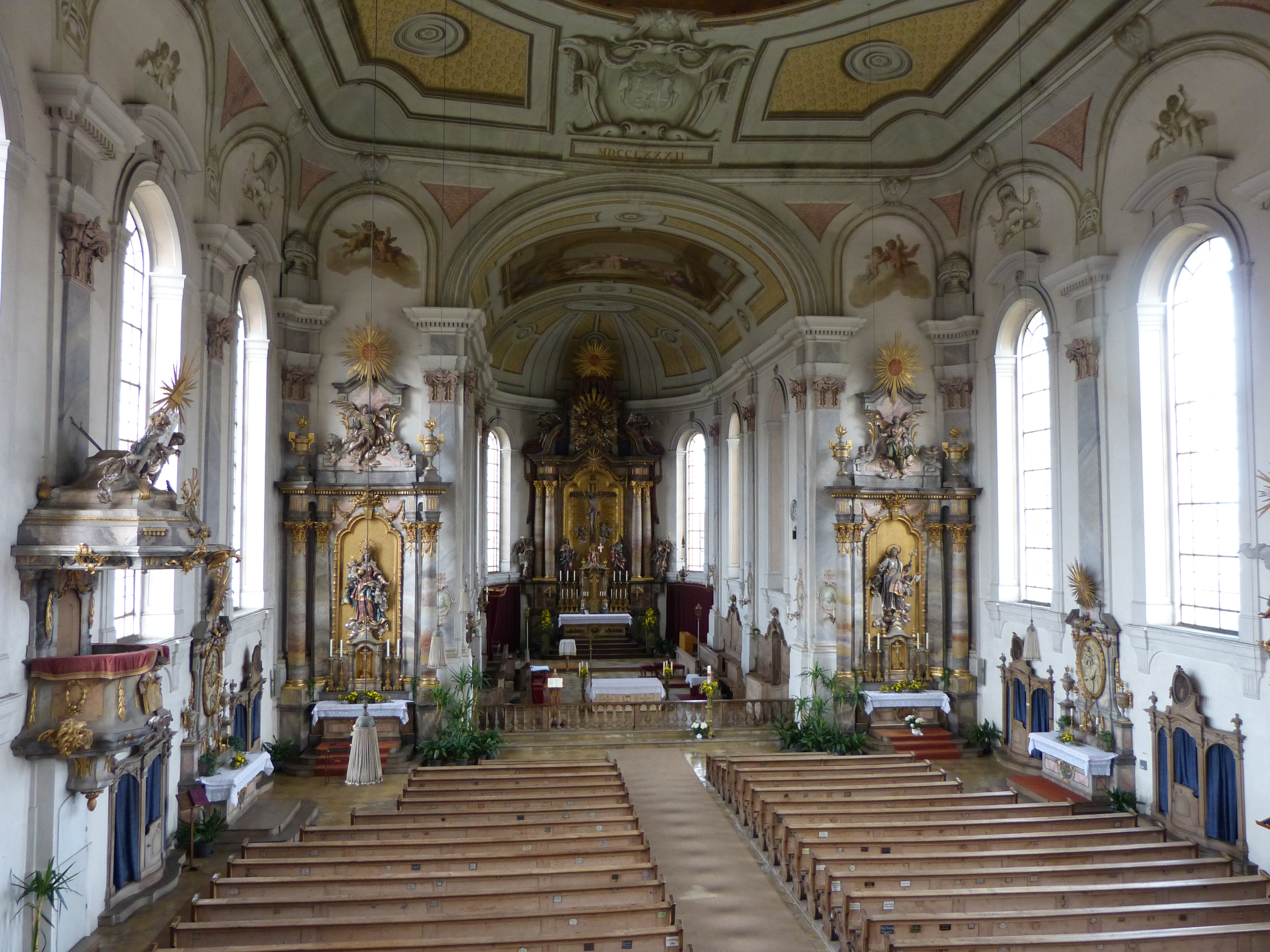
Innenansicht von St. Stephan

An der Stelle der heutigen Kirche befand sich bis in die Mitte des 18. Jahrhunderts ein Vorgängerbau aus gotischer Zeit. Dieser musste aufgrund von massiven Bauschäden abgebrochen werden. Von der ersten Kirche existiert noch ein Riss von Simpert Kraemer aus dem Jahre 1713, der die Inneneinrichtung der zuerst gotischen, später barockisierten Kirche zeigt. Sie hatte demnach fünf Altäre (Choraltar, Altar des Heiligen Antonius, Altar der vierzehn Nothelfer, Frauenbruderschaftsaltar, Kreuzaltar). Unter Fürstbischof Joseph Ignaz Philipp von Hessen-Darmstadt aus Augsburg wurde das Seminar für die Weihekandidaten von Dillingen nach Pfaffenhausen verlegt. Die Pfarrkirche diente den Studierenden und Weltgeistlichen als Seminarkirche. Die Grundsteinlegung des heutigen Kirchenbaus war im Herbst 1780. Die Hauptinspektion wurde Seminarregens Ludwig Rössle durch den Bischof von Augsburg, Clemens Wenzeslaus, übertragen. Der erste Gottesdienst in der neuen, noch unvollendeten Kirche fand am 21. Dezember 1781 statt. Die Konsekration wurde am 12. Juli 1789 durch den Bischof Clemens Wenzeslaus selbst durchgeführt. 1948 wurden vier neue Glocken durch Czudnochowsky aus Erding gegossen. Im Jahr 1954 fand unter Pfarrer und Dekan Johann Ev. Sauter die letzte Renovierung der Kirche statt. In den Jahren ab 1982 wurde die Kirche außen restauriert; die Fassadenmalerei stellte Heinrich Waibel aus Günzburg wieder her.

## Baubeschreibung
Die Kirche ist ein Saalbau mit fünf Fensterachsen im Langhaus und rechteckigem Grundriss. An der Südseite der Kirche befindet sich das Hauptportal. An das Langhaus schließt sich der eingezogene, leicht erhöhte Chor in östlicher Richtung an. Zu beiden Seiten des Hochaltars im Chor befinden sich je zwei Rundbogenfenster. Nördlich des Chores befindet sich die Sakristei und an der Westseite des Langhauses eine dreifach gestaffelte Empore mit geschweiften Brüstungen. Die oberste Empore trägt die Orgel. Das Langhaus und der Chor sind durch grau marmorierte Pilaster gegliedert. Die Flachdecke im Langhaus ist mit einem ovalen Fresko bemalt.

## Ausstattung

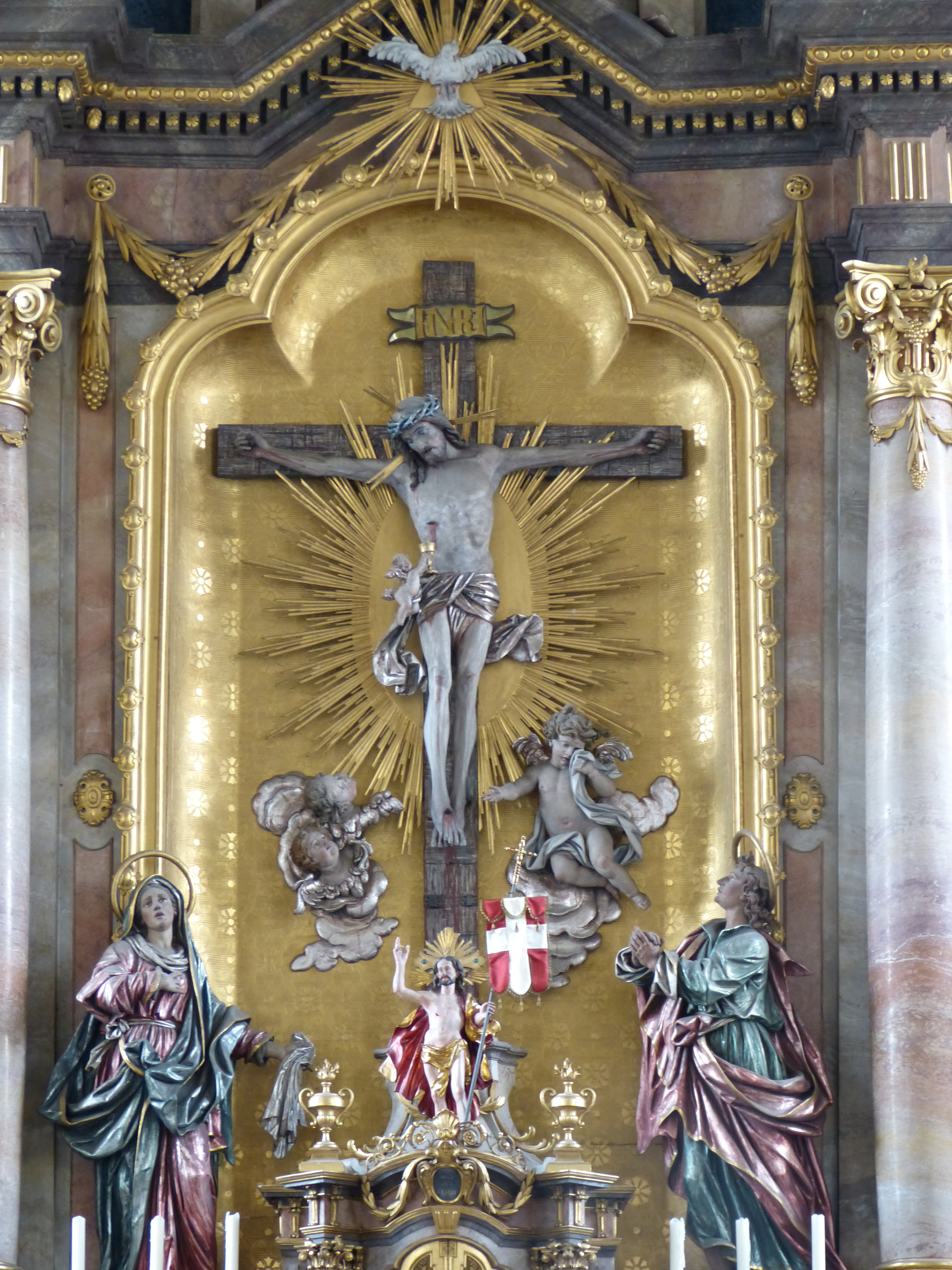
Hochaltar mit Kruzifix, der Schmerzensmutter und dem Apostel Johannes

Den 1783 geschaffenen Hochaltar flankieren vier Säulen. In der Mitte befindet sich ein Kruzifix mit  der Schmerzensmutter und dem Apostel Johannes. Im Auszug des Hochaltars ist Gottvater mit der Taube als Sinnbild des Heiligen Geistes dargestellt. Über dem Baldachin ist das Jesusmonogramm angebracht. Rechts und links vom Hochaltar tragen zwei Engel die Leidenswerkzeuge, links den Essigschwamm und das Schweißtuch der Veronika, rechts die Lanze, mit der ein Soldat die Seite Jesu durchbohrte.
Beide Nebenaltäre sind von Freisäulen umgeben und enthalten farbig gefasste Holzfiguren. Im linken Seitenaltar mit dem Marienmonogramm hält die Himmelskönigin Maria das Christuskind im rechten Arm und trägt ein Zepter in der linken Hand und auf dem Haupt eine Krone im Sternenkranz. Auf der rechten Seite mit dem Josefmonogramm im Auszug hält der heilige Josef eine Lilie in der Hand. Daneben trägt ein Engel ein Zimmermannsbeil.
Ein kleiner Altar an der südlichen Langhauswand ist dem heiligen Antonius von Padua geweiht, der als Reliefbrustbild mit der Erscheinung des Christuskindes dargestellt ist. Ein gleicher, dem Heiligen Johannes von Nepomuk geweihter Altar an der Nordseite trägt das Reliefbild des Heiligen mit einem Engel, der den Finger an den Mund legt als Hinweis auf den Wahrer des Beichtgeheimnisses. Über beiden Altären sind im Auszug die unverwesten Zungen der beiden Heiligen dargestellt.
Die Deckengemälde schuf der Augsburger Freskenmaler Johann Joseph Anton Huber. Das Hauptfresko im Langhaus ist mit Huber August P, F.X. Zimmermann renov. 1882. signiert. Die Deckengemälde des Chores und des Langhauses enthalten Szenen aus dem Leben des Kirchenpatrons St. Stephan. Im Chor ist die Rede des Diakons vor dem Hohen Rat und im Langhaus der Martyrertod dargestellt. Die Steinigung Stephans findet vor dem Dreieinigen Gott statt (Apg 7,56 ). Rechts und links am Bildrand des Deckenfreskos sind die Freunde und Feinde des Märtyrers abgebildet. Am unteren Rand des Gemäldes bewacht Saulus die Kleider der Steiniger.
Die Kanzel ist an der nördlichen Seitenwand des Langhauses angebracht. Der Kanzelkorb trägt die Symbole von drei Evangelisten: ein geflügelter Mensch mit Evangeliumsbuch für Matthäus, ein Löwenkopf für Markus und ein Stierkopf für Lukas. Für den vierten Evangelisten Johannes befindet sich auf dem Schalldeckel ein Adler. Auf dem Schalldeckel halten Engel die Tafeln mit den zehn Geboten. In einem Dreieck darüber steht als Hinweis auf die Heilige Dreifaltigkeit der hebräische Name Gottes, Jahwe. Gegenüber der Kanzel an der Südwand ist Christus dargestellt, wie er von Johannes getauft wird.

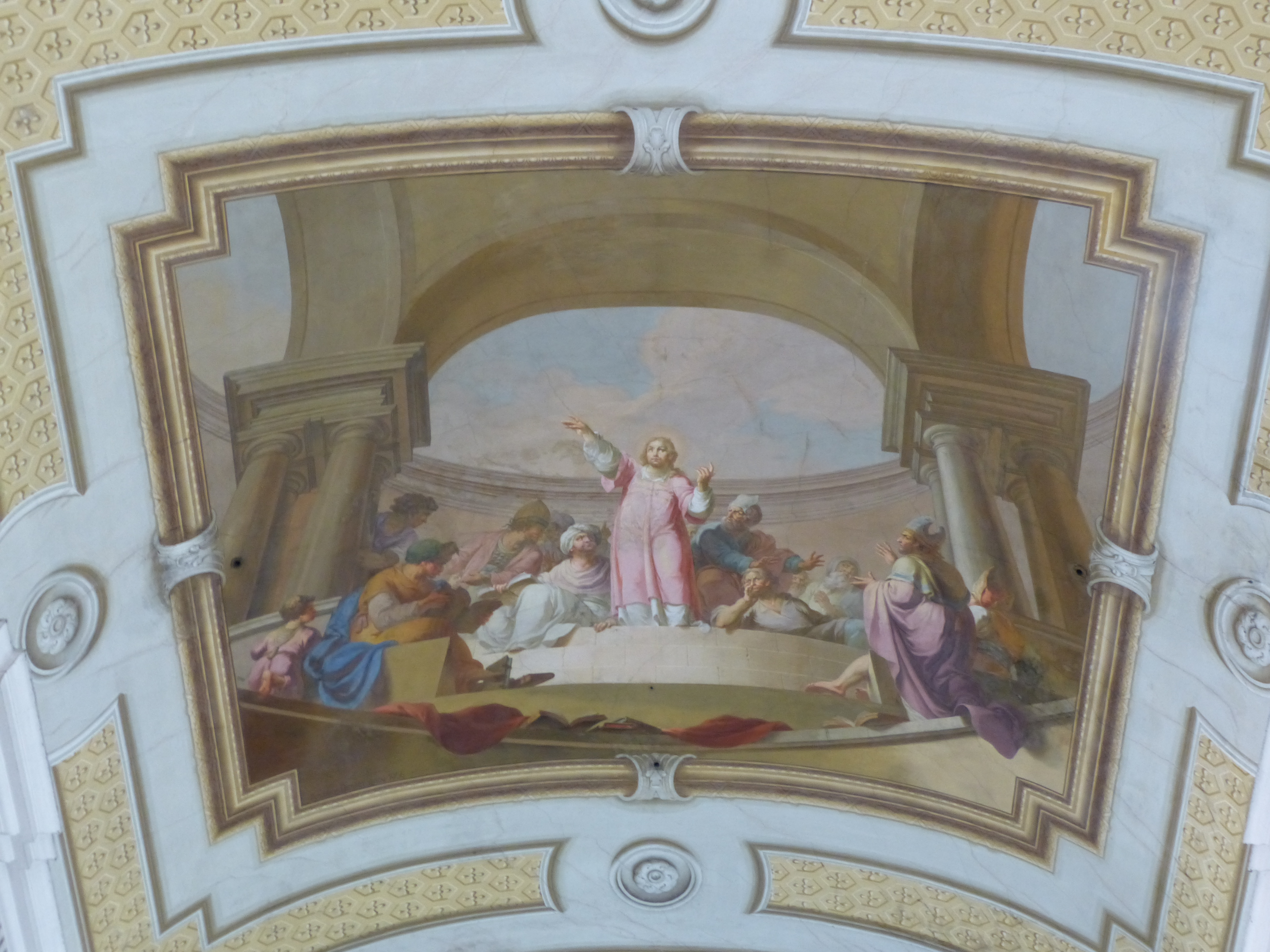
Deckengemälde im Chor Rede des Diakons vor dem Hohen Rat
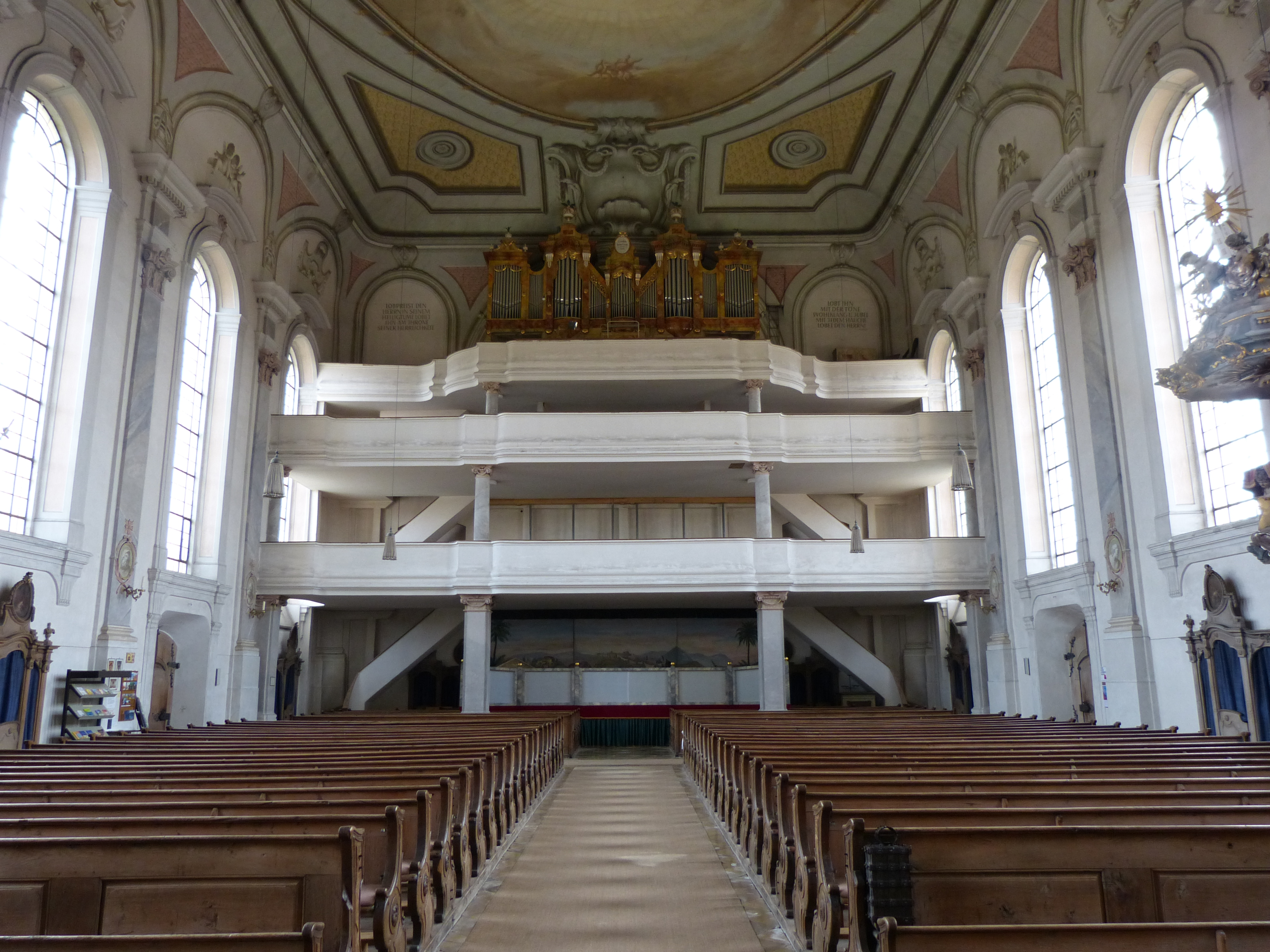
Dreifache Westempore mit Orgel
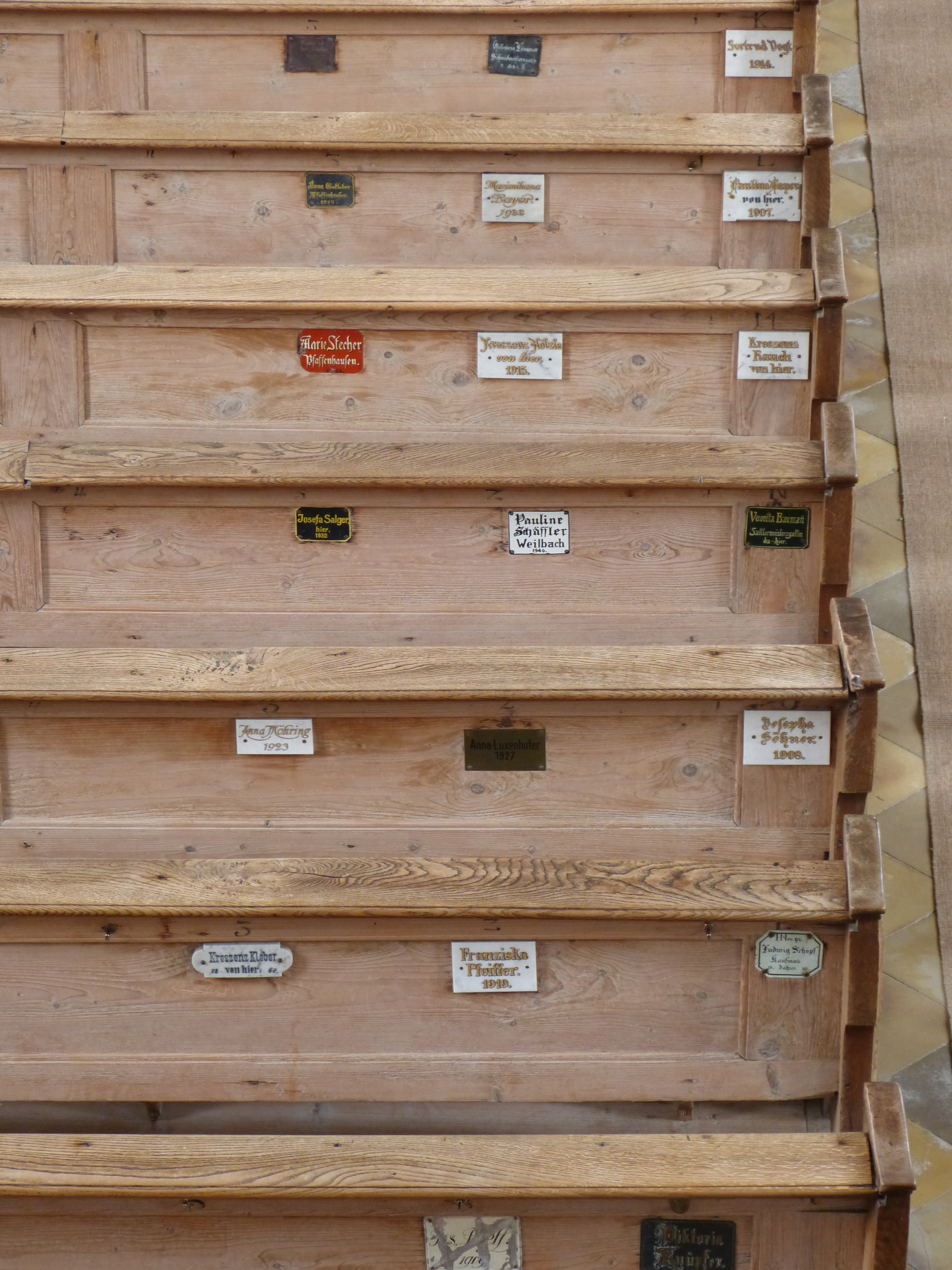
Kirchengestühl mit Namensschildern